# Cylindrowiec białawy

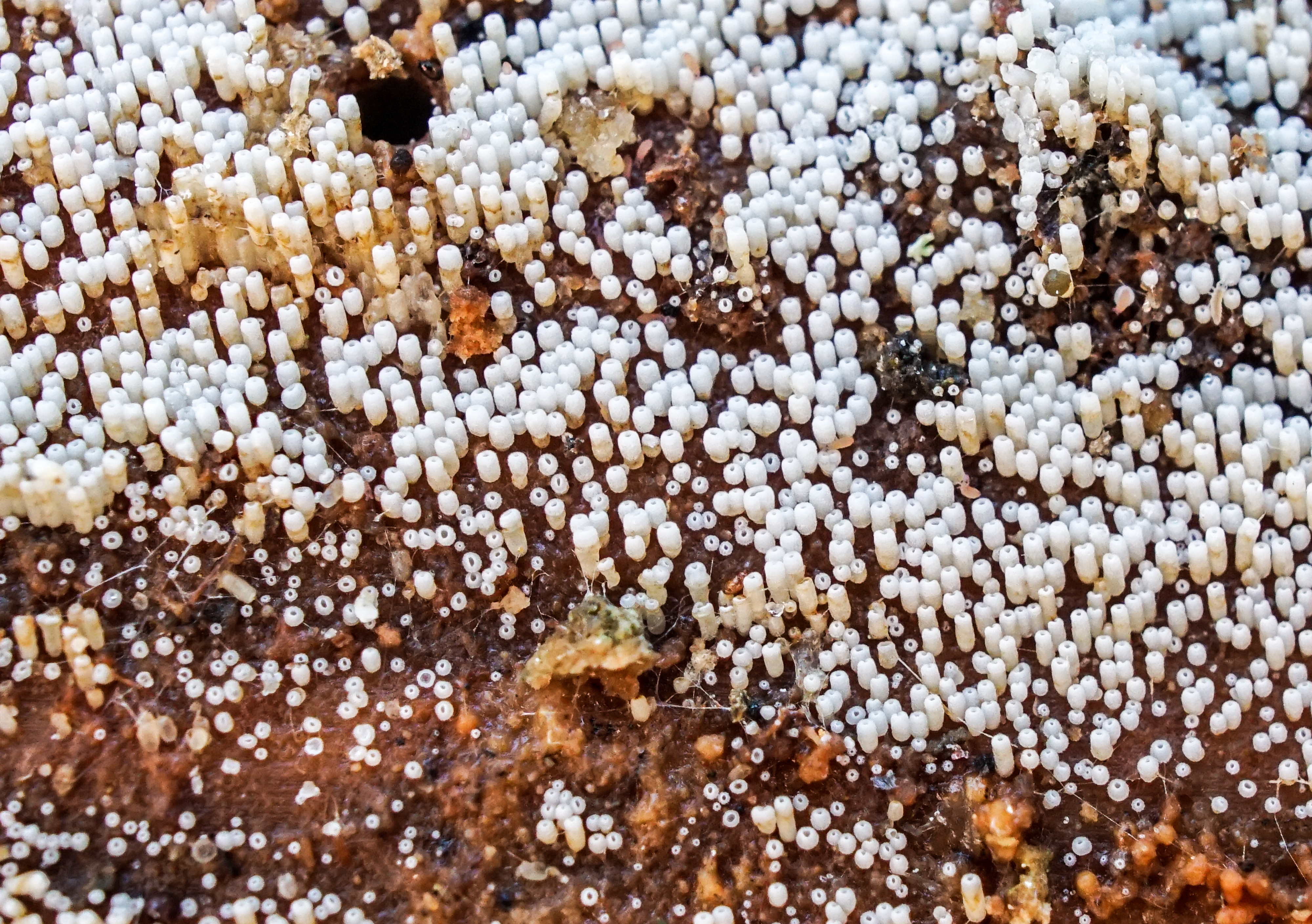

Cylindrowiec białawy (Henningsomyces candidus  (Pers.) Kuntze) – gatunek grzybów należący do rzędu pieczarkowców (Agaricales).

## Systematyka i nazewnictwo
Pozycja w klasyfikacji według Index Fungorum: Henningsomyces, Incertae sedis, Agaricales, Agaricomycetidae, Agaricomycetes, Agaricomycotina, Basidiomycota, Fungi.
Po raz pierwszy takson ten opisał w 1794 roku Christiaan Hendrik Persoon, nadając mu nazwę Solenia candida. Obecną nazwę nadał mu w 1898 r. Otto Kuntze.
Ma 9 synonimów. Niektóre z nich:
- Calyptella candida (Pers.) Pat. 1900
- Cyphella candida (Pers.) Pat. 1900
- Lachnella candida (Pers.) G. Cunn. 1963[2].

Polską nazwę zaproponował Władysław Wojewoda w 2003 r.

## Morfologia
Owocniki
Pojedyncze, oddzielone od siebie, ale dość gęsto upakowane i czasami zlewające się z sobą rurki o długości 0,6–0,7 mm i średnicy 0,16–0,20 mm. Powierzchnia biała, drobno owłosiona, zwykle z otworami na wierzchołkach.
Cechy mikroskopowe
Hymenium o grubości około 22 µm pokrywające całą wewnętrzną powierzchnię owocników. System strzępkowy monomityczny. Strzępki o średnicy 2–4 µm, cienkościenne, z prostymi przegrodami i trudno dostrzegalnymi sprzążkami. Są zlepione i trudne do rozdzielenia, strzępki na zewnętrznej powierzchni rozgałęziają się na wierzchołkach. Liczne, wrzecionowate cystydiole o długości do 25 µm i średnicy 5 µm, nieco wystające ponad hymenium. Podstawki szeroko maczugowate, 14–17 × 6–7 µm. Bazydiospory niemal kuliste, 4 × 5 µm, szkliste, cienkościenne, gładkie, nieamyloidalne.

## Występowanie i siedlisko
Występuje na niektórych wyspach i na wszystkich kontynentach poza Antarktydą. W. Wojewoda w 2003 r. wymienił ten gatunek wśród wielkoowocnikowych podstawczaków Polski wraz z uwagą, że występuje lokalnie, ale nie przytoczył jego stanowisk. W późniejszych latach podano jednak jego stanowiska w Polsce. Dość liczne i aktualne stanowiska podaje także internetowy atlas grzybów. Znajduje się w nim na liście gatunków zagrożonych i wartych objęcia ochroną.
Saprotrof występujący na zmurszałym drewnie. Powoduje białą zgniliznę drewna.